# Liste der Stolpersteine in Goes
In der Liste der Stolpersteine in Goes werden die vorhandenen Gedenksteine aufgeführt, die im Rahmen des Projektes Stolpersteine des Künstlers Gunter Demnig bisher in Goes in der südniederländischen Provinz Zeeland verlegt worden sind. Stolpersteine erinnern an das Schicksal der Menschen, die von den Nationalsozialisten ermordet, deportiert, vertrieben oder in den Suizid getrieben wurden. Sie liegen im Regelfall vor dem letzten selbstgewählten Wohnsitz des Opfers. Stolpersteine werden auf Niederländisch struikelstenen genannt.
Die ersten, bislang einzigen Stolpersteine in Goes wurden am 13. Juni 2019 verlegt.

## Verlegte Stolpersteine
In Goes wurden bislang drei Stolpersteine an zwei Standorten verlegt.
| Stolperstein | Übersetzung                                                             | Verlegort                                 | Name, Leben                       |
| ------------ | ----------------------------------------------------------------------- | ----------------------------------------- | --------------------------------- |
|              | HIER WOHNTE LEVIE MARCUS BARKELAU GEB. 1868 ERMORDET 1.2.1943 AUSCHWITZ | Lange Vorststraat 80–82 (vormals No. 64a) | Levie Marcus Barkelau (1868–1943) |
|              | HIER WOHNTE SARA BARKELAU-MEIJER GEB. 1889 ERMORDET 1.2.1943 AUSCHWITZ  | Lange Vorststraat 80–82 (vormals No. 64a) | Sara Barkelau-Meijer (1889–1943)  |
|              | HIER WOHNTE JOZEPH STIBBE GEB. 1904 ERMORDET 9.7.1943 SOBIBOR           | Lange Kerkstraat 19                       | Jozeph Stibbe (1904–1943)         |

## Verlegedatum
- 13. Juni 2019